# Ernst Leonard Lindelöf
Ernst Leonar Lindelöf (ur. 7 marca 1870 w Helsinkach, zm. 4 czerwca 1946 tamże) – matematyk fiński zajmujący się analizą matematyczną i topologią.

## Życiorys
Studiował w Sztokholmie, Paryżu i Helsinkach, gdzie po ukończeniu studiów został wykładowcą i pracował do 1938 roku.
Jego prace poświęcone są badaniu istnienia rozwiązań równań różniczkowych, teorii funkcji analitycznych i szeregów potęgowych. Zajmował się również topologią – np. w 1903 udowodnił, że z każdej rodziny otwartych podzbiorów {\displaystyle \mathbb {R} ^{n}} można wybrać podrodzinę przeliczalną o tej samej sumie. Dla uczczenia jego pracy w topologii, wprowadzono pojęcie przestrzeni Lindelöfa.